# Cross country (cykelsport)
Cross country (med akronymet XCO, X for Cross, C for Country, O for Olympic) er en disciplin inden for mountainbikeløb, som blev en olympisk sport i 1996.